# Doktor Ulebuhle
Doktor Ulebuhle ist die Hauptfigur in einer Reihe von märchenartigen Kurzgeschichten des Astronomen und Schriftstellers Bruno H. Bürgel.
Bürgel schilderte als Ulebuhle einen kauzigen alten Gelehrten, der den Kindern der Nachbarschaft mit kleinen, oft phantastischen Geschichten die Welt erklärte und damit naturwissenschaftliche, technische und auch sozialwissenschaftliche Kenntnisse vermittelte.
Die Seltsamen Geschichten des Doktor Ulebuhle – "Ein Buch für Junge und Alte, die jung blieben" – erschienen erstmals  1920 mit Illustrationen von Edmund Fürst bei Ullstein. Sie hatten in den 1920er Jahren ebenso wie die Neuauflagen nach 1945 großen Erfolg. Bürgel gilt damit als Begründer der populärwissenschaftlichen Kinder- und Jugendliteratur in Deutschland.